# Tokyo Cowboys
Tokyo Cowboys (とうきょうかうぼーいず)は、代表クリス・マッコームスが2015年に立ち上げた東京を活動の拠点とする映像制作チーム。日本の文化を世界に、世界の文化を日本にを掲げ、初期は映画制作をメインに行なっていたが2019年からはドラマシリーズの制作も行なっている。また、2018年よりTokyo Cowboys Quarterly Film Festivalという国際映画祭も開催している。

## 概要
Tokyo Cowboysのチームメイトはスタッフ・キャストを合わせ役50名（2020年5月現在）。年間３本以上の作品を制作している。制作する作品の脚本を元に、プロデューサーにより最も適した監督やキャストがキャステングされる。日本は民族・文化の面からみても単一的といわれるが、これが在日外国人が直面する多くの問題につながっている。特に、メディアに登場する外国人タレントに対する見方を克服する為にクリス自身でプロデュース、そして脚本の執筆をすることを決めた理由のひとつだった。
また、チームメイト以外のスペシャルゲストが参加する事もある。
国際交流と文化交換を目的としており、集ったメンバーの国籍は多岐に渡り、ホラーやコメディ、ミュージカル、サスペンス等、手掛けるジャンルは幅広く、短編映画、長編映画、MV、企業VTR、ドラマ等を制作し、国際的な映画祭やドラマ賞に出品し数々の賞を受賞している。

## 歴史
処女作は2014年に制作した短編映画「ビル & ベティ」。
その後、初の長編映画「Nopperabou」で初の賞を受賞。2015年福岡インディペンデント映画祭2015グランプリを受賞、NYのバッファロードリームズファンタスティック国際映画祭2015にてベスト国際フィーチャー賞等を受賞。
2016年の作品「Till Death」ではSeoul Web Festにて最優秀助演男優賞、ベストキャスト賞を受賞。
2016年短編映画T「The Actor and  the Model」アフリカの初LGBT映画祭にノミネート、台湾の映画祭で脚本賞、主演男優賞を受賞。また同作品はミャンマー、インド、アメリカでも上映される。
2017年の作品「The Wheel」は韓国やインド、ロシアで等で各賞にノミネートされ、最優秀助演女優賞を受賞。
2018年短編映画「The Benza」がグアム、イタリア、スペインでノミネートされ、ベストコメディやその他、多数の賞を受賞。また、韓国のKTモバイルよりドラマシリーズとしてのオファーが来る。
2019年よりドラマ「The Benza」シリーズの制作に入り、2020年4月にスピンオフ「Benza English」が完成。２作とも世界各国のAmazonプライム・ビデオにて公開中。

## 放送枠
- Amazonプライムビデオ
- YouTube[16]

## 主催映画祭
Tokyo Cowboys Quarterly Film Festivalは2018年から開催されている国内外から応募できる国際短編映画祭。条件は短編映画である事と、英語字幕がある事。年間４回の開催を目指している。

## 主要スタッフ
- プロデユーサー:　クリス・マッコームス・クリスティ・ウッドワード
- ラインプロデユーサー:　白いんこ
- 監督:　西坂來人　マイケル・ウィリアムズ
- 脚本家:　クリス・マッコームス
- 音楽プロデユーサー:　野宮任裕
- イラスト:　カトリーナ・ロッチ

## 主要俳優
- クリス・マッコームス
- カイル・カード
- マリア・パパドプール
- 今井孝祐
- シンシア・チェストン
- 白いんこ
- 亀田梨沙
- スチュアート・オー
- 池田香織
- 野口径
- 川畑誠仁
- ヤンニ・オルソン
- アレクサンダー・ハンター
- ハンナ・グレース
- アンダーソン静香

## ドラマ作品
- Benza English[17]
- The Benza[18]

## テレビ番組
- ゲッティング・ダーティ・イン・ジャパン　(Amazonプライムビデオ 2023年4月配信）[19]

## 映画作品
- The Wheel[20]
- The Benza (短編映画)[21]
- The Actor and the Model[22]
- Fortune Teller[23]
- Jikininki[24]
- Till Death[25]
- Nopperabou[10]